# Амината Савадого
Амината Савадого познатија и само као Амината (енгл. Aminata Savadogo; Рига, 9. јануар 1993) је летонска певачица. Рођена је у породици мајке летонско-руског порекла и оца, који је пореклом из Буркине Фаса. Почела је да пева са 15 година. Позната је по томе што је 2015. учествовала на Песми Евровизије, где је са песмом Love Injected заузело шесто место са 155 поена.

## Дискографија

### Албуми
- 2015 - Inner Voice

### Синглови
- 2014 - I Can Breathe
- 2014 - Leave My Love Bleeding
- 2015 - Love Injected